# 1998 QL30
1998 QL30 är en asteroid i huvudbältet som upptäcktes den 23 augusti 1998 av Višnjan-observatoriet i Kroatien.
Asteroiden har en diameter på ungefär 4 kilometer.